# Estniska skolan
Estniska Skolan i Stockholm (estniska: Stockholmi Eesti Kool) är en friskola i Stockholms kommun, grundad 1945 av ester som flytt från Estland under andra världskriget. I dag studerar exakt 200 elever på skolan från årskurs F–9.

## Historik
Skolan startades i Matteus folkskolas lokaler i Vasastan år 1945, under ledning av rektor Herman Rajamaa. Därefter flyttade den till Jakob och Johannes folkskolas lokaler på Brunnsgatan, som revs under Norrmalmsregleringen. Sedan år 1973 ligger skolan i Gamla stan på Svartmangatan 20–22 tillsammans med Storkyrkoskolan, och har även lokaler på Tyska stallplan och Prästgatan. Den 13 mars 2015 firade skolan sin 70-årsdag i Konserthuset. 

## Utbildning
Undervisningen bedrivs huvudsakligen på svenska och följer svensk läroplan, men eleverna studerar dessutom det estniska språket och den estniska kulturen. Utbildningen har musikprofil med aktiv körverksamhet.

## Bemärkta alumner
Bland bemärkta alumner ingår journalisten Andres Lokko och programledaren Kristian Luuk